# Juan Pablo Montes
Juan Pablo Montes (* 26. Oktober 1985 in Sulaco) ist ein honduranischer Fußballspieler, der beim honduranischen Verein CD Motagua in der ersten honduranischen Liga unter Vertrag steht. Er spielt auf der Position des Abwehrspielers.

## Werdegang

### Vereinskarriere
Montes begann seine Profikarriere im Jahr 2006 beim honduranischen Verein Atlético Olanchano. 2007 wechselte er zum CD Victoria, wo er bis zum Ende der Saison 2010/11 blieb und in 51 Ligaspielen zum Einsatz kam. Dabei gelang ihm ein Tor.
Im Anschluss wechselte Montes zum CD Vida, wo er wegen einer Fußverletzung jedoch nicht zum Einsatz kam. Mit Zwischenstationen beim CD Necaxa in der Saison 2011/12 und Platense FC in der Saison 2012/13 wechselte er zu Beginn der Saison 2013/14 zum CD Motagua.

### Nationalmannschaft
Sein erstes Spiel für die honduranische Nationalmannschaft absolvierte Montes im Rahmen des Central American Cup 2013 am 18. Januar 2013 gegen die Nationalmannschaft El-Salvadors. In seinem zweiten Spiel, nur vier Tage nach seinem Debüt und ebenfalls im Rahmen des Central American Cup, erzielte er beim 1:1 gegen die panamaische Fußballnationalmannschaft das einzige Tor seiner Mannschaft.
Montes war Teil des Kaders der honduranischen Nationalmannschaft im Rahmen der Weltmeisterschaft 2014 in Brasilien; kam dort aber nicht zum Einsatz. Honduras schied nach drei Vorrundenspielen als Vierter der Gruppe E aus dem Turnier aus.